# Eupithecia fibigeri
Eupithecia fibigeri es una especie de polilla de la familia Geometridae. La especie fue descrita por primera vez por Mironov y Galsworthy habiendo sido descrita en 2010, con distribución en Nepal. Es una polilla pequeña con una envergadura de unos 16,5 a 20,5 milímetros (0,6 a 0,8 plg). Las alas anteriores son de color marrón claro y las traseras son de color blanco parduzco. 